# The Handmaid's Tale
The Handmaid's Tale (Brasil: O Conto da Aia / Portugal: A História de Uma Serva) é um romance distópico de 1985 da autora canadense Margaret Atwood. Situado na Nova Inglaterra de um futuro próximo, que agora é parte de uma teonomia totalitária fundamentalista cristã que derrubou o governo dos Estados Unidos.
A obra explora os temas da subjugação das mulheres e os vários meios pelos quais elas perdem individualismo e independência. O título do romance ecoa os componentes de Os Contos de Cantuária de Geoffrey Chaucer, que compreende uma série de histórias conectadas.
The Handmaid's Tale ganhou o Governor General's Awards de 1985 e o primeiro Prêmio Arthur C. Clarke em 1987; também foi nomeado para o Prêmio Nebula de 1986, o Prémio Man Booker de 1986 e o Prêmio Prometheus de 1987. O livro foi adaptado para um filme (1990), uma ópera (2000), uma série de TV (2017), um romance gráfico, 2019),  além de outros meios de comunicação.

## Enredo
The Handmaid's Tale está estabelecido na República de Gileade, uma teonomia cristã militar formada nas fronteiras do que anteriormente eram os Estados Unidos da América.
Após um ataque terrorista matar o presidente e a maioria do Congresso dos Estados Unidos, um movimento fundamentalista de reconstrução cristã autointitulado "Filhos de Jacó" lança um golpe e suspende a Constituição dos Estados Unidos sob o pretexto de "restaurar a ordem". Eles rapidamente tiram os direitos das mulheres, em grande parte atribuídos a registros financeiros armazenados eletronicamente e rotulados por sexo. O novo regime, a República de Gileade, trabalha velozmente para consolidar seu poder e reorganizar a sociedade estadunidense ao longo de um novo modelo totalitário, militarizado e hierárquico de fanatismo religioso e social inspirado no Antigo Testamento entre suas castas sociais recém-criadas. Nesta sociedade, os direitos humanos são severamente limitados e os direitos das mulheres são ainda mais restritos; por exemplo, as mulheres estão proibidas de ler.
A história é contada em primeira pessoa por uma mulher chamada Offred (literalmente Of-Fred). A personagem é parte de uma classe de mulheres mantidas para fins reprodutivos e conhecidas como "servas" (aias) pela classe dominante em uma era de nascimentos em declínio devido à esterilidade por poluição e doenças sexualmente transmissíveis. Offred descreve sua vida durante sua terceira tarefa como serva, neste caso na residência de Fred (referido como "O Comandante"). Intercalados em flashbacks estão porções de sua vida de antes e durante o início do golpe, quando ela descobre que perdeu toda autonomia para seu marido, depois de uma tentativa fracassada de escapar do país com sua família para o Canadá. Ela então passa a ser doutrinada para ser uma serva. Offred descreve a estrutura da sociedade de Gileade, incluindo as diferentes classes de mulheres e suas vidas circunscritas na nova teocracia cristã.
O Comandante é um alto funcionário da República de Gileade. Embora ele só deva ter contato com Offred apenas durante a "cerimônia" (um estupro ritualizado destinado à reprodução e no qual a esposa do Comandante está presente) ele inicia um relacionamento ilegal e ambíguo com ela. Ele oferece produtos escondidos ou contrabandeados, como revistas de moda antigas, cosméticos e roupas, leva ela a bordel secreto administrado pelo governo e encontra-se furtivamente com ela em seu escritório, onde ele permite que ela leia, uma atividade proibida para as mulheres. A esposa do Comandante, Serena Joy, também tem interações secretas com Offred, arrumando-a secretamente para fazer sexo com Nick, o motorista do Comandante, em um esforço para dar um filho ao Comandante. Em troca da cooperação de Offred, Serena Joy dá notícias de sua filha, a quem Offred não viu desde que ela e sua família foram capturadas tentando escapar de Gileade.
Após o encontro inicial de Offred com Nick, eles começam a se encontrar com mais frequência. Offred descobre que gosta do sexo com Nick, apesar de sua doutrinação e das lembranças de seu marido. Ela compartilha informações potencialmente perigosas sobre seu passado com ele. Através de outra serva, Ofglen, Offred aprende sobre um movimento de resistência chamado "Mayday", uma rede subterrânea que trabalha para derrubar a Gileade. Pouco depois do desaparecimento de Ofglen (mais tarde revelado como um suicídio), a esposa do Comandante encontra provas da relação entre Offred e o Comandante. Offred contempla o suicídio. Quando o romance está próximo ao fim, ela está sendo levada pela polícia secreta, os "Olhos de Deus", conhecidos informalmente como "os Olhos", sob as ordens de Nick. Antes de ser colocada na grande van preta, Nick diz a ela que os homens fazem parte da resistência de Mayday e que Offred deve confiar nele. Offred não sabe se Nick é um membro da resistência de Mayday ou um agente do governo posando como um. Logo, ela não sabe se ir com os homens resultará em sua fuga ou na sua captura. Ela entra na van com seu futuro incerto.
A novela acaba com um epílogo metaficional que explica que os acontecimentos do romance ocorreram pouco depois do início do chamado "Período de Gileade". O epílogo é "uma transcrição parcial dos trabalhos do Décimo Segundo Simpósio de Estudos Gileadeanos", escrito no ano de 2195. De acordo com o "palestrante" do simpósio, o professor Pieixoto, ele e seu colega, o professor Knotly Wade, descobriram a história de Offred gravada em fitas cassete. Eles transcreveram as fitas, chamando-as coletivamente de "o conto da serva". Através do tom e das ações dos profissionais nesta seção final do livro, o mundo da academia é destacado e criticado, e Pieixoto discute a busca de sua equipe pelos personagens nomeados no conto e a impossibilidade de provar a autenticidade das fitas. No entanto, o epílogo implica que, após o colapso da república teocrática de Gileade, uma sociedade mais igualitária, embora não os Estados Unidos que existiam anteriormente, reaparece com a restauração dos direitos plenos das mulheres e da liberdade de religião.

## Prêmios
- Governor General's Award, prémio canadense ganho em 1985
- Arthur C. Clarke Award, conceituado prémio de ficção científica britânico ganho em 1985

## Adaptações

### Filme e rádio
O filme de 1990 Die Geschichte der Dienerin foi baseado em um roteiro de Harold Pinter e dirigido por Volker Schlöndorff. Ele estrela Natasha Richardson como Offred, Faye Dunaway como Serena Joy e Robert Duvall como O Comandante (Fred). Em 2000, a rádio britânica BBC Radio 4 transmitiu uma adaptação da novela.

### Série
O Hulu produziu uma série de 10 episódios baseada no romance e estrelada por Elisabeth Moss como Offred. Os três primeiros episódios foram lançados em 26 de abril de 2017, com subsequentes episódios lançados semanalmente. Margaret Atwood foi produtora consultora. O programa foi renovado por uma segunda temporada, no início de 2018.

## Recepção crítica
The Handmaid's Tale foi bem recebido pela crítica, ajudando a consolidar a fama de Atwood como uma proeminente escritora do século XX. Não só o livro era bem escrito e atraente, mas o trabalho de Atwood era notável por suscitar intensos debates dentro e fora da academia. Atwood sustenta que a República de Gileade é apenas uma extrapolação das tendências observadas nos Estados Unidos no momento em que escreveu a obra, uma visão apoiada por outros estudiosos que estudam The Tale Handmaid's Tale. De fato, muitos colocaram o The Handmaid's Tale na mesma categoria de ficção distópica como Nineteen Eighty-Four e Brave New World, com a característica adicional de enfrentar o patriarcado, uma categorização que Atwood aceitou e reiterou em muitos artigos e entrevistas. Ainda hoje, muitos críticos afirmam que o romance de Atwood permanece como um presságio poderoso, em grande parte por sua base em fatos históricos. No entanto, quando seu livro foi publicado pela primeira vez em 1985, nem todos os revisores estavam convencidos do "conto cauteloso" apresentado por Atwood. Por exemplo, a crítica Mary McCarthy do The New York Times argumentou que The Handmaid's Tale não tinha o "reconhecimento surpreendido" necessário para que os leitores vejam "o nosso presente em um espelho de distorção, do que podemos estar nos tornando se as tendências atuais continuarem".